# Lentipes whittenorum
Lentipes whittenorum је зракоперка из реда Perciformes и фамилије Gobiidae.

## Угроженост
Ова врста се сматра рањивом у погледу угрожености врсте од изумирања.

## Распрострањење
Ареал врсте је ограничен на једну државу. 
Индонезија је једино познато природно станиште врсте.

## Станиште
Станиште врсте су слатководна подручја.